# Tokimeki Memorial
Tokimeki Memorial (ときめきメモリアル?, Tokimeki Memoriaru) è una popolare serie di simulatori di appuntamenti della Konami.  Consiste di 6 videogiochi principali e numerose espansioni e spin-off. Spesso i fans utilizzano la contrazione TokiMemo, per riferirsi alla serie.
Il gameplay in Tokimeki Memorial è concentrato sugli appuntamenti e il raggiungimento di alcune caratteristiche del proprio personaggio. Il videogiocatore deve organizzare il proprio tempo a disposizione fra l'organizzazione di appuntamenti e lo sviluppo delle proprie abilità scolastiche e sportive (con l'obiettivo a lungo termine di diventare "migliore" in ogni campo). Gli appuntamenti sono frequenti ma molto brevi, di solito con domande a risposte multiple, che alzeranno o abbasseranno l'opinione che il partner ha del giocatore, a seconda della risposta. Il periodo di gioco si sviluppa nel corso dei tre anni scolastici delle scuole superiori giapponesi (più o meno 5-6 ore di gioco), alla fine del quale il personaggio che è stato maggiormente colpito dal comportamento del giocatore, confesserà i propri sentimenti. Nessuno dei giochi della serie di Tokimeki Memorial contiene elementi hentai, caratteristica comune del genere.
Tokimeki Memorial Online nel 2006 è stato adattato in un anime di 25 episodi dal titolo Tokimeki Memorial Only Love, prodotto sempre dalla Konami e dalla Anime International Company.

## Lista dei giochi
Serie principale
- Tokimeki Memorial: Forever With You (1994) — PC Engine
  - Tokimeki Memorial: Densetsu no Ki no Shita de (1996) — Super Famicom
  - Tokimeki Memorial: Forever With You (1995) — PlayStation
  - Tokimeki Memorial: Forever With You (1996) — Sega Saturn
  - Tokimeki Memorial (1997) — PC
  - Tokimeki Memorial Sports Version: Kotei no Photograph (1999) — Game Boy Color
  - Tokimeki Memorial Culture Version: Komorebi no Melody (1999) — Game Boy Color
  - Tokimeki Memorial (2004) — Telefono cellulare
  - Tokimeki Memorial: Forever With You (2006) — PSP
  - Tokimeki Memorial: Forever With You Emotional (2025) - Switch

Tokimeki Memorial 2
- Tokimeki Memorial 2 (1999) — PlayStation
  - Tokimeki Memorial 2 (2007) — Telefono cellulare

Tokimeki Memorial 3
- Tokimeki Memorial 3: Yakusoku no ano basho de (2001) — PlayStation 2

Tokimeki Memorial Online
- Tokimeki Memorial Online (2006) — PC

Girl's side
- Tokimeki Memorial Girl's Side (2002) — PlayStation 2
  - Tokimeki Memorial Girl's Side: 1st Love (2007) — Nintendo DS
- Tokimeki Memorial Girl's Side: 2nd Kiss (2006) — PlayStation 2
  - Tokimeki Memorial Girl's Side: 2nd Season (2008) — Nintendo DS
- Tokimeki Memorial Girl's Side Premium: 3rd Story (2012) — PlayStation Portable
- Tokimeki Memorial: Girl's Side 4th Heart (2021) — Nintendo Switch

Spin-offs/Fumetto
- Tokimeki Memorial Private Collection (1996) — PlayStation
- Tokimeki Memorial Taisen Puzzle Dama (1996) — PC Engine, PlayStation, Sega Saturn
- Tokimeki no Hōkago (1998) — PlayStation
- Tokimeki Memorial Taisen Tokkae Dama (1997) — PlayStation, Sega Saturn
- Tokimeki Memorial Selection: Fujisaki Shiori (1997) — PlayStation, Sega Saturn
- Tokimeki Memorial Drama Series Vol. 1: Nijiiro no Seishun (1997) — PlayStation, Sega Saturn
- Tokimeki Memorial Drama Series Vol. 2: Irodori no Love Song (1998) — PlayStation, Sega Saturn
- Tokimeki Memorial Drama Series Vol. 3: Tabidachi no Uta (1999) — PlayStation, Sega Saturn
- Tokimeki Memorial 2 Substories: Dancing Summer Vacation (2000) — PlayStation
- Tokimeki Memorial 2 Substories Vol. 2: Leaping School Festival (2001) — PlayStation
- Tokimeki Memorial 2 Substories Vol. 3: Memories Ringing On (2001) — PlayStation
- Tokimeki Memorial 2 Taisen Puzzle Dama (2001) — PlayStation
- Tokimeki Memorial 2: Music Video Clips — Circus de Ai Imashou (2002) — PlayStation 2
- Tokimeki Memorial 2 Typing (2003)—PC
- Tokimeki Memorial Girl's Side 1st Love Typing (2004)—PC
- Tokimeki Memorial Girl's Side Taisen Puzzle Dama (2004)—Telefono cellulare
- Tokimeki Memorial Girl's Side 2nd Kiss Typing (2007)—PC
- Tokimeki Memorial OnlyLove ~ Partners ~ (2007)—Telefono cellulare
- Tokimeki Memorial Girl's Side -Love Stories-(2008)—Telefono cellulare
- Tokimeki Memorial Mail Drama (2008)—Telefono cellulare
- iW Toki Memo (2009)—Telefono cellulare
- Tokimeki Memorial 4 Chu! (2009)—Telefono cellulare
- Tokimeki Memorial Girl's Side 2nd Season: Novell Communications (2009)—Telefono cellulare
- Tokimeki Memorial Girl's Side Mobile (2010)—Telefono cellulare
- Tokimeki Memorial 4: Comics Communication (2010)—Telefono cellulare

Pachislot
- Tokimeki Memorial Pachisuro (2009)

## Anime
- Original Video Animation Tokimeki Memorial (1999) - OAV
- Tokimeki Memorial Only Love (2006) - Serie TV